# WHEEL OF FORTUNE (運命の輪)
『WHEEL OF FORTUNE (運命の輪)』（ウェール オフ フォーチュン うんめいのわ）は島みやえい子メジャー3作目のシングル。
前作の「奈落の花」より8ヶ月ぶりのシングル。今作は島みやえい子のシングルとしては初めて通常盤と初回限定盤の2種類をリリース。島みやえい子初の映画タイアップ曲。品番は通常盤がFCCJ-0001、初回限定盤がFCCJ-0002。初回限定盤にはプロモーションビデオを収録したDVD付き。プロモーションビデオはタイアップである「ひぐらしのなく頃に」の「綿流しの儀式」を意識した内容となっている。

## 収録曲
1. WHEEL OF FORTUNE（運命の輪）
作詞：島みやえい子／作曲・編曲：高瀬一矢
  - 映画『ひぐらしのなく頃に』主題歌
2. ディオラマ
作詞：島みやえい子／作曲・編曲：中沢伴行
  - 映画『ひぐらしのなく頃に』エンディングテーマ
3. WHEEL OF FORTUNE（運命の輪）（Instrumental）
4. ディオラマ（Instrumental）